# Римська декларація
Ри́мська деклара́ція — документ, підписаний на надзвичайній сесії, проведеній Радою міністрів Західноєвропейського Союзу (ЗЄС) (у складі міністрів закордонних справ і міністрів оборони) у Римі 26 і 27 жовтня 1984 року з нагоди 30-ї річниці Модифікованого Брюссельського договору (МТБ). У декларації було вирішено краще використовувати ЗЄС для посилення співпраці між країнами-членами у сфері політики безпеки і реанімувати ЗЄС.
Починаючи з кінця 1970-х років, було зроблено зусилля, щоб додати вимір безпеки до Європейської політичної співпраці (ЄПС) Європейських Спільнот, яке до цього часу в основному займалося економічними аспектами питань безпеки. Опозиція з боку Данії, Греції та Ірландії ініціативі Геншера-Коломбо в листопаді 1981 року, метою якої було розширення сфери компетенції ЄПС на питання безпеки та оборони, спонукала країни, які виступають за ініціативу, шукати іншу структуру консультацій. ЗЄС був найкращим вибором. Решта країн ЄС – усі члени ЗЄС – відновлюють ЗЄС за допомогою Римської декларації. Після Єдиного європейського акту Європейських Спільнот 1986 року, який кодифікував ЄПС у законодавстві ЄС, мало змісту щодо оборонної інтеграції ЄС, країни-члени ЗЄС прийняли Платформу інтересів європейської безпеки, яка наголошувала на необхідності внутрішньоєвропейської оборонної інтеграції та зміцнення європейської опори НАТО.
|  | Ми нагадуємо про наше зобов'язання будувати Європейський Союз відповідно до Єдиного європейського акту, який ми всі підписали як члени [Європейських Спільнот]. Ми переконані, що будівництво інтегрованої Європи залишатиметься незавершеним доти, доки воно не включатиме безпеку і оборону. |